# Eclissi

Eclissi solare del 1999. L'alone luminoso intorno al disco solare eclissato è la corona solare.

Esempio di eclissi di una stella binaria

L'eclissi, o eclisse, è un evento ottico-astronomico che avviene quando un qualsiasi corpo celeste, come un pianeta o un satellite, si interpone tra una sorgente di luce, ad esempio una stella o un corpo che brilla di luce riflessa, e uno dei due corpi celesti sopracitati. Il secondo corpo quindi, entra nel cono d'ombra o di penombra del primo.
In astronomia viene genericamente usato anche il termine "occultazione", sebbene quest'ultimo termine venga utilizzato perlopiù quando si tratta di stelle o pianeti più lontani dalla Terra. In assenza di altre specificazioni infatti, le eclissi sono, di solito, riferite al sistema Sole-Terra-Luna.

## Etimologia
La parola "eclissi" deriva dal latino eclipsis, a sua volta derivata dal greco ἔκλειψις (écleipsis), che significa "abbandono", "decadimento", "il venir meno", o anche proprio "eclissi". Il termine greco è un sostantivo femminile; nella lingua italiana il termine eclissi è attualmente considerato femminile, seguendo l'etimo originale, anche se in passato è stato a volte considerato maschile; esiste anche la variante "eclisse", come pure "ecclissi" ed "ecclisse".
Dalla stessa radice greca viene il termine "eclittica" (ἐκλειπτική, ekleiptikè). Il termine latino eclipsis è stato coniato dal termine greco écleipsis quasi trasponendone la grafia con il loro alfabeto, ma l'espressione che usavano gli antichi romani era deliquium e in particolare deliquium solis, per quello di Sole.

## Eclissi nel sistema Sole-Terra-Luna

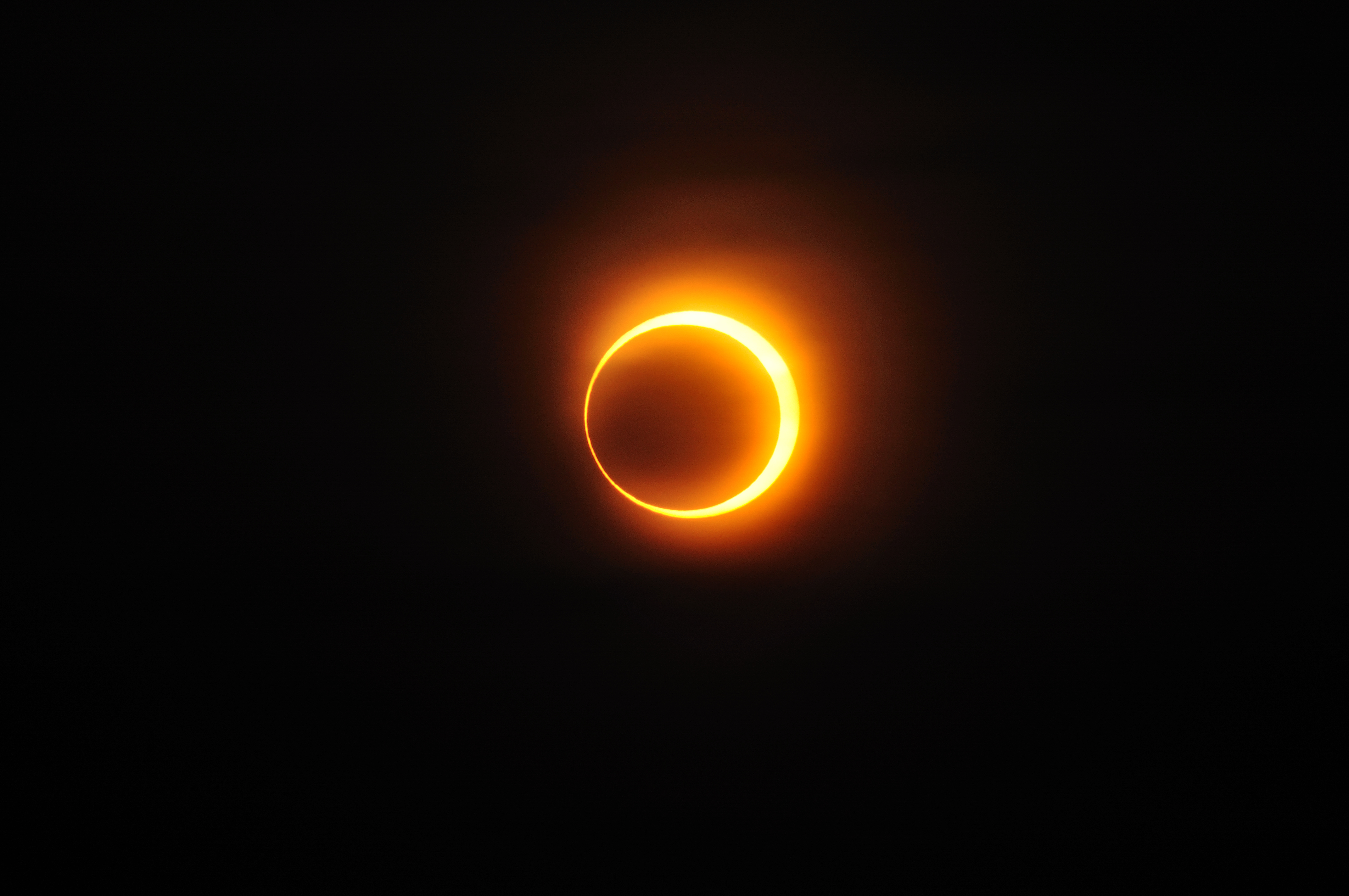
Eclissi solare anulare in Cina il 15 gennaio 2010

Le eclissi più tipiche sono quelle riferite al sistema Sole-Terra-Luna. Esse avvengono soltanto in quei determinati momenti in cui i tre corpi celesti sono perfettamente allineati. Tuttavia, il piano su cui giace l'orbita del moto di rivoluzione della Luna intorno alla Terra è inclinato di circa 5° 9' rispetto a quello dell'eclittica (piano su cui giace l'orbita di rivoluzione della Terra intorno al Sole). Se i due piani coincidessero perfettamente, in ogni mese lunare si avrebbe un'eclissi di Sole in corrispondenza del novilunio e una di Luna in corrispondenza del plenilunio. Poiché invece i piani non coincidono, la condizione di novilunio o di plenilunio non è sufficiente a determinare un'eclissi; questa avviene soltanto quando i tre corpi sono vicini alla linea di intersezione dei due piani di rivoluzione (linea dei nodi). Questo dunque si verifica più raramente, con una frequenza di 4 o 5 eventi ogni anno..
Le eclissi nel sistema Sole-Terra-Luna si distinguono in:
- Eclissi lunare: Se la Luna si trova in opposizione, cioè nella fase di plenilunio, mentre attraversa un nodo si ha un'eclissi di Luna perché la Luna si trova a passare nel cono d'ombra creato dalla Terra. Poiché i due corpi continuano a muoversi rispetto al Sole, la durata dell'oscuramento dipende dal tempo impiegato dalla Luna a percorrere tutta la parte di spazio in ombra. Durante questo intervallo di tempo si ha un'eclissi totale che può durare fino a 100 minuti. Quando la Luna non si trova esattamente nella posizione nodale, entra solo parzialmente nella zona d'ombra; in questo caso si avrà una eclissi parziale. Quando la Luna attraversa il cono di penombra, si avrà un'eclissi di penombra. Le eclissi di Luna si possono vedere da qualunque punto della superficie terrestre dove la Luna sia sopra l'orizzonte.
- Eclissi solare: Quando la Luna si trova a passare attraverso un nodo quando è in congiunzione (novilunio), proietta un cono d'ombra sulla superficie terrestre dando così luogo ad un'eclissi di Sole. Durante un'eclissi solare la Luna copre completamente il Sole (eclissi totale) o parzialmente (eclissi parziale). Dal momento che il Sole è circa 400 volte più grande della Luna, ma è anche circa 400 volte più lontano dalla Terra, il cono d'ombra prodotto dalla Luna può raggiungere la superficie terrestre e oscurare la vista del disco solare, anche se ciò accade per tempi brevi e solo in zone limitate. L'entità del fenomeno dipende dalle maggiori o minori distanze Terra-Sole e Terra-Luna. Se la Luna si trova nella posizione di massima vicinanza alla Terra (perigeo) e contemporaneamente la Terra si trova alla massima distanza dal Sole (afelio), il cono d'ombra della Luna è della massima grandezza e il disco solare appare nelle sue dimensioni minori (dimensioni apparenti in quanto dipendenti dalla distanza): in queste condizioni si ha un'eclissi totale che interessa aree ristrette della superficie terrestre. Nelle zone circostanti, dove si proietta il disco di penombra, si ha un'eclissi parziale. Nella situazione contraria, Luna in apogeo e Terra in perielio, il cono d'ombra prodotto dalla Luna è minore e la misura del disco apparente del Sole maggiore; in questo caso sulla superficie terrestre si proietterà solo il cono di penombra, mentre il cono d'ombra non toccherà la superficie terrestre: si parla quindi di eclissi solare anulare. La durata delle eclissi totali è al massimo di 7 minuti e mezzo, mentre quella delle eclissi anulari circa 12. Esiste poi un ultimo tipo di eclissi solari, contenenti l'effetto combinato di eclissi totale in alcuni luoghi della Terra e anulare in altri, parlando, in questo caso, di eclissi ibrida.

Le eclissi possono essere previste con molto anticipo, conoscendo il moto orbitale dei corpi interessati. Entrambe sono in qualche modo periodiche. La loro ciclicità era nota anche nell'antichità, dove, per prevedere le eclissi, si utilizzava il cosiddetto ciclo di Saros, in base al quale tra due eclissi dello stesso tipo trascorreva un intervallo di 18 anni, 11 giorni e 8 ore.

## Altre eclissi

### Satelliti di Giove
Altri tipi di eclissi visibili dalla Terra, con un telescopio, sono quelle dei satelliti di Giove, che avvengono quando un satellite di Giove entra nell'ombra del pianeta stesso e quindi il satellite non riceve più la luce dalla sua maggiore fonte di illuminazione, il Sole. Il satellite diventa invisibile dalla Terra perché non è più illuminato. La sparizione di un satellite dietro al suo pianeta viene detta invece occultazione. La misura degli intervalli di tempo che intercorrono tra successive occultazioni in diversi periodi dell'anno furono sfruttate per ottenere la prima storica stima della velocità della luce.

#### Differenza fra eclissi e occultazioni
L'occultazione di un corpo celeste, in questo caso un satellite di un pianeta, avviene quando il pianeta principale si frappone lungo la visuale di un osservatore, posto sulla Terra, e il satellite.
Nel caso di un'eclissi di Luna non si può parlare di un'occultazione, per lo meno in termini astronomici, in quanto viene temporaneamente a cessare la maggiore sorgente di illuminazione della Luna e cioè il Sole. La luce solare che arriva alla Luna viene a poco a poco intercettata dalla Terra facendo rimanere la Luna in ombra, nascondendola così alla vista, o quasi. In realtà una piccola parte di luce solare continua ad arrivare sulla Luna, diffusa dal sottile strato dell'atmosfera terrestre che circonda la Terra, donando alla Luna in quel momento un caratteristico colore bruno scuro, talvolta rossastro.

### Mercurio e Venere
C'è ancora un altro tipo di eclissi: i più noti sono i transiti anulari di Mercurio e Venere davanti al Sole. Questi transiti si possono definire come "mini eclissi anulari".
Per esempio l'Italia ha avuto la possibilità di osservare i due ultimi transiti di Venere sul Sole con vari filtri nel 2004 e 2012, tenendo presente che il prossimo avrà luogo nel 2117. Molto spesso è possibile notare il transito di Mercurio dalla Terra. È molto raro il fatto che entrambi i pianeti possano transitare contemporaneamente sul Sole.

## Osservazione delle eclissi solari

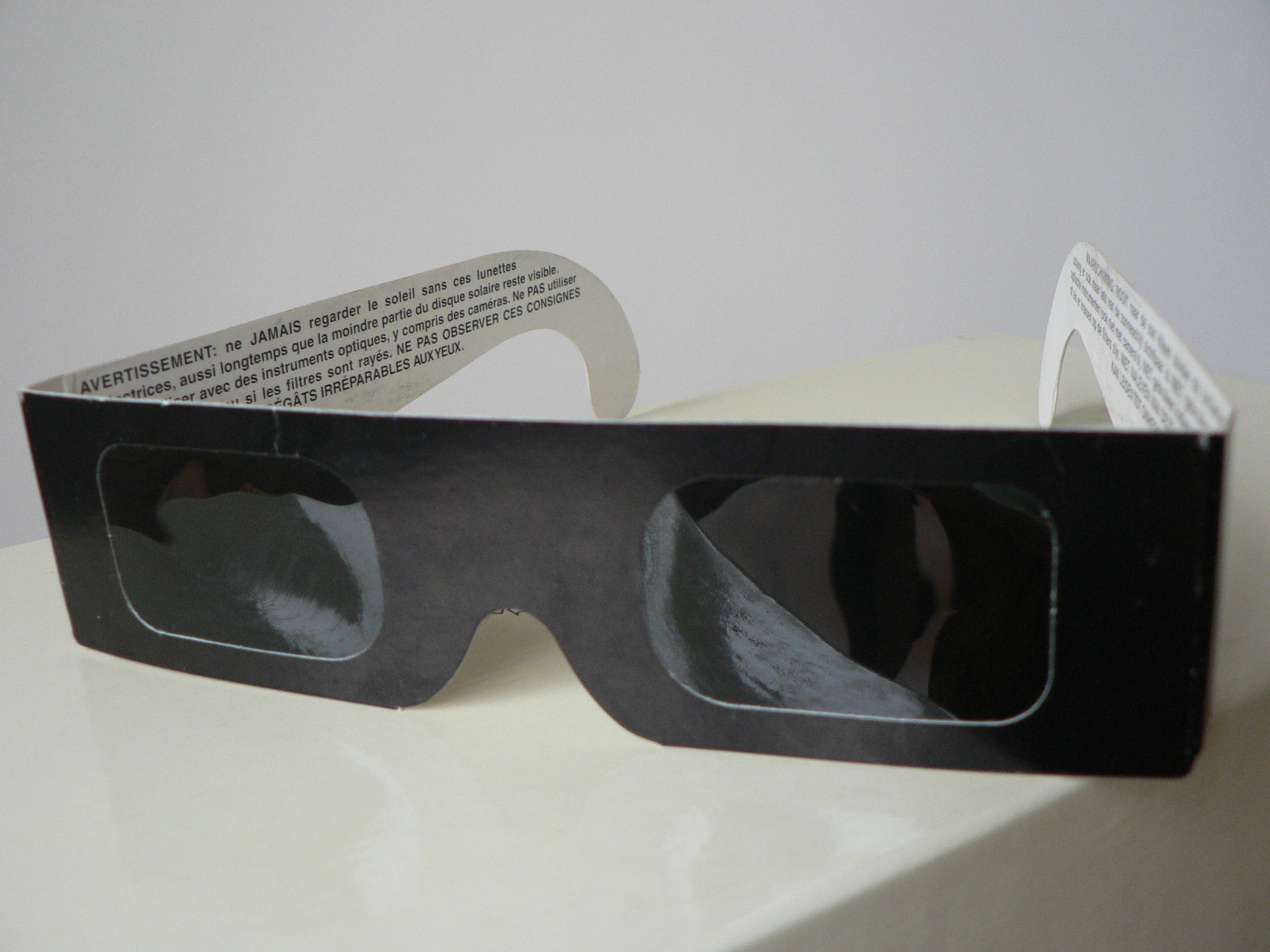
Occhiali speciali per osservare le eclissi

Anche se l'eclissi solare viene spesso rappresentata nei film mostrando un disco nero (la Luna) che si avvicina al Sole finendo per coprirlo, nella realtà non si vede nessun disco nero: la parte del Sole occultata dalla Luna appare azzurra come il resto del cielo a causa della luce diffusa dall'atmosfera terrestre. Inoltre anche questo effetto è difficile da osservare ad occhio nudo, perché la luce del Sole abbaglia quasi immediatamente chi lo guarda direttamente e insistendo a guardare senza filtri si possono anche riportare danni permanenti alla vista.
Guardare un'eclissi solare senza una protezione adeguata può causare cecità: gli occhiali da sole sono del tutto inadatti a proteggere gli occhi in caso di eclissi solare. Per osservare l'eclissi solare è necessario indossare speciali occhiali creati appositamente per le eclissi o binocoli coperti con un apposito filtro solare (ad esempio: un foglio di Mylar o AstroSolar o un vetro metallizzato) o utilizzare un telescopio solare; una maschera da saldatura può essere utilizzata, ma la qualità dell'immagine non è buona, a causa dello spessore del vetro (doppia riflessione).
Di conseguenza una persona ignara dell'arrivo del fenomeno astronomico non si avvede che sta verificandosi un'eclissi totale di Sole fino a quando essa entra nella fase della totalità, quando cioè il cielo nel giro di pochi secondi diventa scuro come di notte, perché la luce solare non raggiunge più l'atmosfera. Solo in quel momento anche il disco della Luna diventa nero e può essere osservato.
L'eclissi totale di Sole è anche l'unico momento in cui è possibile osservare la corona solare dalla superficie terrestre senza fare uso del coronografo: la corona solare appare all'osservatore come un alone luminoso che contorna il disco nero della Luna. Invece in condizioni ordinarie la luminosità della corona è coperta da quella molto più intensa del disco solare. Soltanto nello spazio, in assenza di atmosfera, è possibile schermare completamente quest'ultima e osservare la corona senza dover aspettare un'eclissi.

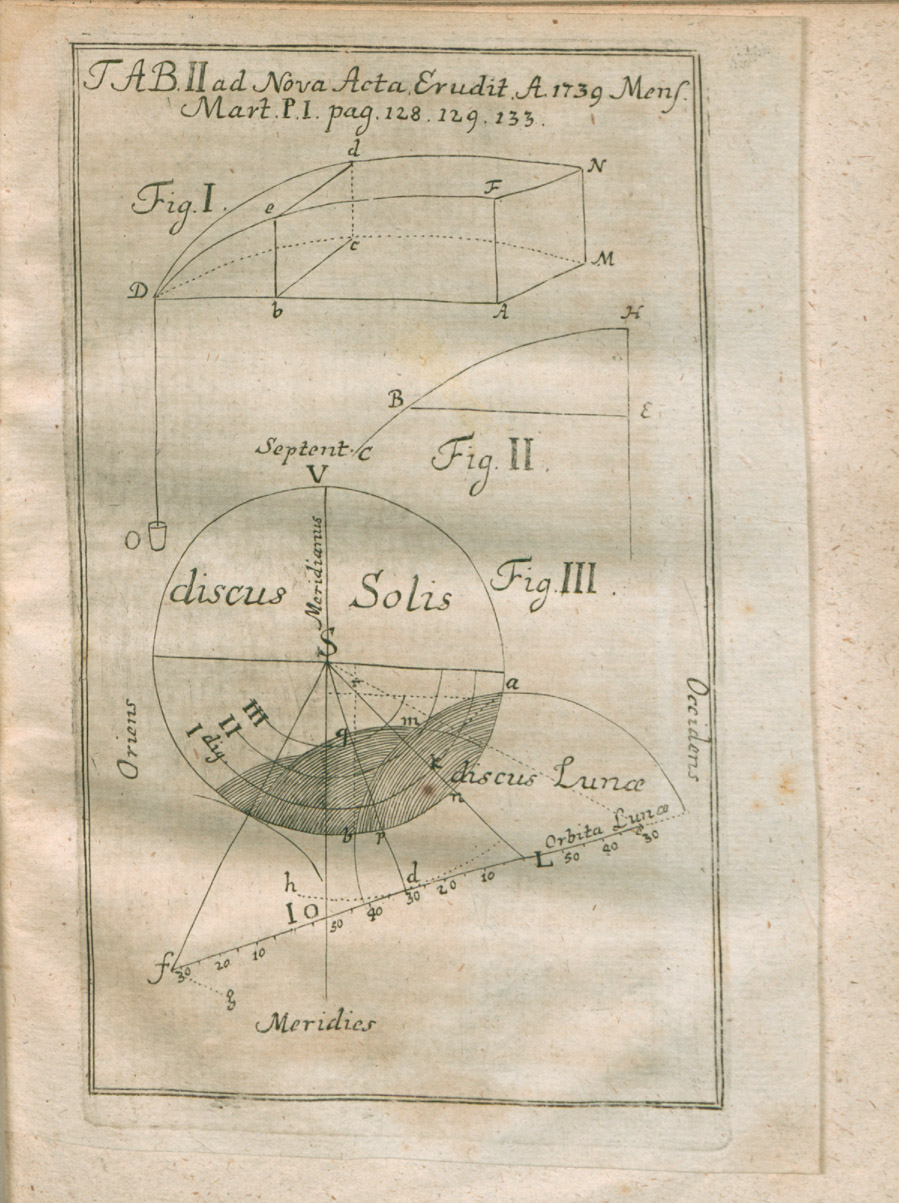
In basso, raffigurazione grafica a complemento dell'articolo Eclipsis solis, die 15 augusti anno 1738 observata in Vienna ... pubblicato sugli Acta Eruditorum del 1739

## Calendario delle eclissi

### Ultime eclissi solari
- 1º luglio 2011 – Parziale -
- 25 novembre 2011 – Parziale -
- 20 maggio 2012 – Anulare Stati Uniti, Messico, Oceano Pacifico e Asia Orientale
- 13 novembre 2012 – Totale – Australia
- 13 aprile 2013 – Anulare – Canada
- 3 novembre 2013 - Ibrida - America Orientale, Europa Meridionale, Africa Centrale
- 29 aprile 2014 - Anulare - Asia del Sud, Australia, Antartide
- 23 ottobre 2014 - Parziale - America del Nord, Oceano Pacifico del Nord
- 20 marzo 2015 - Totale - visibile come parziale in Italia
- 9 marzo 2016 - totale - Sumatra, Borneo
- 21 agosto 2017 - totale - America settentrionale, America meridionale
- 1º settembre 2016 - anulare - Africa
- 9 marzo 2016 - Sumatra, Borneo
- 26 febbraio 2017 -anulare - Africa, Antartide, America meridionale
- 15 febbraio 2018 parziale - Antartide, America meridionale
- 13 luglio 2018 - parziale - Australia
- 11 agosto 2018 - parziale - Europa, Asia
- 6 gennaio 2019 - parziale - Asia
- 2 luglio 2019 - totale - Sud America
- 26 dicembre 2019 - anulare - Asia, Australia
- 21 giugno 2020 - anulare - Africa, Europa, Asia
- 14 dicembre 2020 - totale - Sud America
- 26 maggio 2021 - parziale - Sud America- Italia
- 16 aprile 2022 - anulare - Nord America, Europa, Asia
- 25 ottobre 2022 - parziale - Europa, Africa, Asia
- 20 aprile 2023 - anulare - Asia, Australia
- 14 ottobre 2023 - anulare - Nord e Sud America
- 8 aprile 2024 - totale - Nord America
- 2 ottobre 2024 - anulare - Sud America

#### Eclissi solari future
- 29 marzo 2025 - parziale - Africa, Europa
- 12 agosto 2026 - totale - visibile dall'Italia solo parzialmente

### Ultime eclissi lunari
- 15 giugno 2011 – totale, e visibile dall'Italia
- 10 dicembre 2011 – totale
- 4 giugno 2012 – parziale, non visibile dall'Italia
- 19 ottobre 2013 – parziale di penombra, visibile dall'Italia
- 15 aprile 2014 – totale, non visibile dall'Italia
- 4 aprile 2015 – totale, non visibile dall'Italia
- 28 settembre 2015 – totale, visibile dall'Italia
- 27 luglio 2018 – totale di penombra
- 16 luglio 2019 – parziale, visibile dall'Italia
- 30 novembre 2020 – parziale di penombra, non visibile dall'Italia[9]
- 26 maggio 2021 – totale, non visibile dall'Italia[10]
- 19 novembre 2021 – parziale, visibile in penombra solo al nord Italia[11]
- 16 maggio 2022 – totale, visibile dall'Italia[12]
- 8 novembre 2022 – totale, non visibile dall'Italia[13]
- 5 maggio 2023 – parziale di penombra, visibile dall'Italia[14]
- 28 ottobre 2023 – parziale, visibile dall'Italia[15]
- 25 marzo 2024 – parziale di penombra, visibile dall'Italia

• 18 settembre 2024, parziale, visibile

#### Eclissi lunari future
- 14 marzo 2025, totale, visibile dall'Italia[16]
- 7 settembre 2025, totale, visibile dal Nord Italia e dalla Sardegna[17]
- 3 marzo 2026, totale, non visibile dall'Italia[18]
- 28 agosto 2026, parziale, visibile in penombra dall'Italia[19]
- 20 febbraio 2027, parziale di penombra, visibile dall'Italia[20]
- 18 luglio 2027, parziale di penombra, non visibile dall'Italia[21]
- 17 agosto 2027, parziale di penombra, non visibile dall'Italia[22]
- 12 gennaio 2028, parziale, visibile dall'Italia[23]
- 6 luglio 2028, parziale, visibile dall'Italia[24]
- 31 dicembre 2028, totale, visibile dall'Italia[25]
- 26 giugno 2029, totale, visibile dall'Italia[26]
- 20 dicembre 2029, totale, visibile  dall'Italia[27]
- 15 giugno 2030, parziale, visibile dall'Italia,[28]
- 9 dicembre 2030, parziale di penombra, visibile dall'Italia[29]

## Eclissi storiche
- Un'eclissi solare particolarmente famosa fu quella che si verificò il 29 maggio 1919 in Africa, osservata da una spedizione di due gruppi di astronomi britannici. Un gruppo guidato dall'astrofisico inglese Arthur Eddington documentò l'evento scattando fotografie su 16 lastre. In seguito allo sviluppo, soltanto due si rivelarono utilizzabili. Misurando attentamente la posizione delle stelle del gruppo delle Iadi vicine al disco solare eclissato, fu possibile rilevare uno spostamento medio di 1,6 secondi d'arco rispetto alla loro posizione normale, valore molto simile a quello previsto di 1,75 secondi d'arco. Il fenomeno che giustificava questo spostamento era la deflessione della luce che attraversa il campo gravitazionale solare. Queste misure costituirono la prima conferma sperimentale entro gli errori di misurazione di uno degli effetti previsti dalla teoria della relatività generale pubblicata tre anni prima da Albert Einstein.
- Cristoforo Colombo utilizzò l'allora almanacco astronomico del Regiomontano, che prediceva le eclissi, per escogitare un espediente: la notte tra il 29 febbraio e il 1º marzo 1504 in Giamaica predisse l'effettivo oscuramento della Luna ai nativi Arawak, che lo interpretarono come un segno divino e quindi lo aiutarono a rifornire le navi per il ritorno dal suo quarto viaggio nel Nuovo Mondo.[30]